# 費希爾鎮區 (明尼蘇達州波爾克縣)
費希爾鎮區（英語：Fisher Township）是位於美國明尼蘇達州波爾克縣的一個行政鎮區。

## 地方資料
費希爾鎮區的面積為92.30平方千米，皆為陸地。根據2020年美國人口普查的數據，當地共有人口189人，而人口密度為每平方千米2.05人。